# Les Onze
Ne doit pas être confondu avec Les Onze (Athènes).
Les Onze est un roman de Pierre Michon paru le 24 avril 2009 aux éditions Verdier et ayant reçu le Grand prix du roman de l'Académie française la même année.

## Historique
Ce roman est l'aboutissement d'un long travail préparatoire de l'auteur qui a duré dix-sept ans ; certains chapitres ont d'abord été publiés dans des revues avant la publication aux éditions Verdier en 2009 : le chapitre 1 dans la revue Po&sie en 1997 ; le chapitre 2 dans l'Agenda de la Villa Gillet en 1997, le troisième dans Corbières-matin, le 11 août 1997 ; ces chapitres 2 et 3 sont repris dans la revue Scherzo, no 5, en octobre 1998.
Le roman s'appuie sur de nombreux événements historiques. Le tableau et son peintre (qui sont au cœur même de la narration) sont des éléments de fiction.
Le 29 octobre 2009, l'Académie française lui décerne son grand prix du roman au troisième tour de scrutin par douze voix contre six à Loin de Renaud Camus et une voix pour Le Moins Aimé de Bruno de Cessole.

## Résumé
Un tableau monumental peint par François-Élie Corentin est une pièce maîtresse du Louvre qui représente les onze membres du Comité de salut public durant la période de la Révolution française. Pierre Michon présente un travail d'historien de l'art sauf que le peintre et sa peinture n'existent pas et que la fiction et la réalité, minutieusement, se mêlent.

## Éditions
- Éditions Verdier, 2009  (ISBN 978-2-86432-552-9)
- Coll. « Folio » no 5193, éditions Gallimard, 2011  (ISBN 9782070437528)